# Il fantasma dell'opera (film 1989)
Il fantasma dell'Opera (The Phantom of the Opera) è un film del 1989 diretto da Dwight H. Little.
La pellicola è liberamente tratta dall'omonimo romanzo di Gaston Leroux pubblicato nel 1910.

## Trama
Nella Manhattan contemporanea, il giovane soprano Christine Day finisce nel mirino di Erik Destler, un brillante e sfigurato compositore già autori di diversi delitti.

## Produzione
Una prima sceneggiatura del film fu stesa da Gerry O'Hara e il progetto avrebbe dovuto essere diretto da John Hough. La prima versione della sceneggiatura non era ambientata nella New York contemporanea, bensì nella Londra vittoriana. Tuttavia, dopo la bancarotta della casa produttrice Cannon il film passò alla 21st Century Film Corporation, che pianificò due film sceneggiati da Duke Sanderful, che aggiunse segmenti originali alla sceneggiatura di O'Hara.

## Accoglienza
Il film registrò incassi bassi al botteghino - meno di quattro milioni di dollari - e fu accolto altrettanto negativamente dalla critica, tanto che il progetto di un sequel originariamente pianificato dalla casa produttrice fu abbandonato.
Sull'aggregatore di recensioni Rotten Tomatoes, la miniserie ottiene il 38% delle recensioni professionali positive basato su 13 recensioni.